# غاش (أيسين)
غاش (بالفارسية: گاش) هي قرية تقع في إيران في قسم أيسين الريفي. يقدر عدد سكانها بـ 55 نسمة بحسب إحصاء 2016.